# 1793 en philosophie
Chronologie de la philosophie
- 1789
- 1790
- 1791
- 1792
- 1793
- 1794
- 1795
- 1796
- 1797

L’année 1793 a été marquée, en philosophie, par les événements suivants :

## Publications
- Antoine-Jacques Roustan : (en) A catechism upon a new and improved plan, W. Eyres, 1793

- David Williams : Observations sur la dernière Constitution de la France.

## Décès
- Père Appiano Buonafede, philosophe, théologien et écrivain italien, né à Comacchio (Ferrare) en 1716, mort en 1793 à Rome.

- 20 mai à Genève : Charles Bonnet, né le 13 mars 1720 à Genève, est un naturaliste et philosophe genevois. On lui attribue parfois la nationalité suisse[1], mais il était plutôt de nationalité genevoise, la République de Genève, bien qu'alliée aux cantons suisses protestants depuis le XVIe siècle, ne s'étant jointe à la Confédération suisse qu'en mai 1815[2]. On doit à Bonnet la description de la parthénogenèse chez le puceron, mais aussi des travaux sur les régénérations animales, la psychologie, et sur la théorie de la génération.